# Robin Wood (Pianist)
Robin Lawrence Wood (* 13. Oktober 1924 in Victoria/British Columbia; † 28. Februar 2004 in Victoria/British Columbia) war ein kanadischer Pianist und Musikpädagoge.

## Leben
Wood studierte in Victoria bei Stanley Shale und setzte seine Ausbildung von 1943 bis 1946 am Victoria College und der University of British Columbia fort. Ein Stipendium des Associated Board ermöglichte ihm ab 1946 ein Studium an der Royal Academy of Music bei Vivian Langrish (Klavier) und Herbert Murill (Komposition). 1949 vertrat er Großbritannien beim Internationalen Chopin-Wettbewerb in Warschau. Ein weiteres Stipendium erlaubte ihm ab 1951 die Vervollkommnung seiner Ausbildung bei Nadia Boulanger in Frankreich und Edwin Fischer in der Schweiz.
Er ließ sich dann in England nieder und war von 1954 bis 1965 Mitglied des St. Cecilia Piano Trio und von 1955 bis 1965 Lehrer an der Royal Academy of Music. 1958 erhielt er die Harriet Cohen Commonwealth Medal. 1965 kehrte er nach Kanada zurück und übernahm im Folgejahr die Leitung des Victoria Conservatory of Music, die er bis zur Emeritierung 1985 innehatte. Bis 2004 setzte er seine Lehrtätigkeit am Konservatorium und an der University of Victoria fort, als Gast unterrichtete er auch an der Johannesen International School of the Arts und am Banff Centre of the Arts. Seine bekanntesten Schüler waren der Pianist Jon Kimura Parker und der Folksänger Valdy.
Als Klaviersolist trat Wood in England u. a. mit dem Royal Philharmonic Orchestra, dem London Symphony Orchestra und dem Birmingham Symphony Orchestra auf, in Kanada mit dem Vancouver Symphony Orchestra, dem Victoria Symphony Orchestra, und den CBC-Orchestern Vancouver und Winnipeg. Als Kammermusiker bildete er mit seiner Frau, der Pianistin Winifred Scott, ein Klavierduo und war Mitglied des Trio Victoria (mit Jean Angers, später Jack Kessler, Violine und Hans Siegrist, später Sydney Humphreys, Cello). Er war Ehrenbürger seiner Heimatstadt Victoria, wurde 1995 Ehrenmitglied der BC Registered Music Teachers' Association und erhielt den BC Lifetime Achievement Award.